# Mathieu Debuchy
Mathieu Debuchy (pronunție în franceză [ma.tjø də.by.ʃi]; n. 28 iulie 1985, Fretin, Nord-Pas-de-Calais, Franța) este un fost fotbalist internațional francez care a evoluat pe postul de fundaș dreapta.

## Statistici carieră

### Club
Corect la 23 februarie 2014.
| Club             | Sezon        | Campionat | Campionat | Cupă    | Cupă   | Europe  | Europe | Total   | Total  |
| Club             | Sezon        | Meciuri   | Goluri    | Meciuri | Goluri | Meciuri | Goluri | Meciuri | Goluri |
| ---------------- | ------------ | --------- | --------- | ------- | ------ | ------- | ------ | ------- | ------ |
| Lille            | 2003–04      | 6         | 0         | 1       | 0      | 0       | 0      | 7       | 0      |
| Lille            | 2004–05      | 19        | 3         | 4       | 0      | 10      | 1      | 33      | 4      |
| Lille            | 2005–06      | 27        | 4         | 3       | 0      | 6       | 0      | 36      | 4      |
| Lille            | 2006–07      | 22        | 1         | 4       | 0      | 5       | 0      | 31      | 1      |
| Lille            | 2007–08      | 16        | 0         | 2       | 0      | —       | —      | 18      | 0      |
| Lille            | 2008–09      | 30        | 0         | 4       | 1      | —       | —      | 34      | 1      |
| Lille            | 2009–10      | 31        | 1         | 2       | 0      | 5       | 0      | 38      | 1      |
| Lille            | 2010–11      | 35        | 2         | 8       | 0      | 6       | 0      | 49      | 2      |
| Lille            | 2011–12      | 32        | 5         | 4       | 0      | 6       | 0      | 42      | 5      |
| Lille            | 2012–13      | 15        | 0         | 2       | 0      | 3       | 0      | 20      | 0      |
| Lille            | Total        | 233       | 16        | 34      | 1      | 41      | 1      | 308     | 18     |
| Newcastle United | 2012–13      | 14        | 0         | 0       | 0      | 0       | 0      | 14      | 0      |
| Newcastle United | 2013–14      | 24        | 1         | 3       | 0      | 0       | 0      | 27      | 1      |
| Newcastle United | Total        | 38        | 1         | 3       | 0      | 0       | 0      | 41      | 1      |
| Career total     | Career total | 272       | 17        | 37      | 1      | 41      | 1      | 349     | 19     |

### Internațional
(Corect la 23 februarie 2013)
| Echipa națională | Sezon   | Meciuri | Goluri | Asisturi |
| ---------------- | ------- | ------- | ------ | -------- |
| Franța           | 2011–12 | 9       | 1      | 2        |
| Franța           | 2012–13 | 5       | 0      | 0        |
| Franța           | 2013–14 | 4       | 1      | 0        |
| Total            | Total   | 18      | 2      | 2        |

### Goluri internaționale
| 1                           | 27 May 2012     | Stade du Hainaut, Valenciennes, Franța | Islanda   | 1–2 | 3–2 | Meci amical |
| 2                           | 11 October 2013 | Parc des Princes, Paris, Franța        | Australia | 5–0 | 6–0 | Meci amical |
| Corect la 23 februarie 2013 |                 |                                        |           |     |     |             |

## Palmares

### Club
Lille
- Ligue 1: 2010–11
- Coupe de France: 2010–11

### Individual
- UNFP Ligue 1 Team of the Year: 2011–12